# بطولة اتحاد غرب آسيا
بطولة اتحاد غرب آسيا لكرة القدم، أو كما سميت في أول نسخة لها باسم كأس الحسين تخليدًا لذكرى وفاة ملك الأردن آنذاك الحسين بن طلال، هي مسابقة دولية لكرة القدم تتنافس عليها المنتخبات الوطنية لكبار الرجال من أعضاء اتحاد غرب آسيا لكرة القدم، الجهة المسؤولة عن كرة القدم في غرب آسيا. عادة ما تعقد البطولة مرة كل سنتين، ولكن في بعض الأحيان قد تكون على فترات أطول.
البطل الحالي هو منتخب البحرين، بعد فوزه على المستضيف منتخب العراق في نهائي 2019. أكثر منتخب تُوِّجَ هو منتخب إيران بأربعة ألقاب. ومع ذلك، لم تعد تنافس إيران في البطولة بعد الآن لأنهم لم يعودوا أعضاء في اتحاد غرب آسيا لكرة القدم.

## النتائج
| العام       | المستضيف      | النهائي     | النهائي        | النهائي     | مباراة المركز الثالث                       | مباراة المركز الثالث                       | مباراة المركز الثالث                       | عدد الفرق |
| العام       | المستضيف      | الفائز      | النتيجة        | الوصيف      | المركز الثالث                              | النتيجة                                    | المركز الرابع                              | عدد الفرق |
| ----------- | ------------- | ----------- | -------------- | ----------- | ------------------------------------------ | ------------------------------------------ | ------------------------------------------ | --------- |
| 2000 تفاصيل | عمان          | · إيران     | 1 – 0          | · سوريا     | · العراق                                   | 4 – 1                                      | · الأردن                                   | 8         |
| 2002 تفاصيل | دمشق          | · العراق    | 3 – 2 (ب.و.إ.) | · الأردن    | · إيران                                    | 2 – 2 (ب.و.إ.) (2-4 ج.)                    | · سوريا                                    | 6         |
| 2004 تفاصيل | طهران         | · إيران     | 4 – 1          | · سوريا     | · الأردن                                   | 3 – 1                                      | · العراق                                   | 6         |
| 2007 تفاصيل | عمان          | · إيران     | 2 – 1          | · العراق    | الأردن و سوريا                             | الأردن و سوريا                             | الأردن و سوريا                             | 6         |
| 2008 تفاصيل | طهران         | · إيران     | 2 – 1          | · الأردن    | سوريا و قطر                                | سوريا و قطر                                | سوريا و قطر                                | 6         |
| 2010 تفاصيل | عمان          | · الكويت    | 2 – 1          | · إيران     | اليمن و العراق                             | اليمن و العراق                             | اليمن و العراق                             | 9         |
| 2012 تفاصيل | مدينة الكويت  | · سوريا     | 1 – 0          | · العراق    | · عمان                                     | 1 – 0                                      | · البحرين                                  | 11        |
| 2014 تفاصيل | الدوحة        | · قطر       | 2 – 0          | · الأردن    | · البحرين                                  | 0 – 0 (ب.و.إ.) (2-3 ج.)                    | · الكويت                                   | 9         |
| 2019 تفاصيل | كربلاء        | · البحرين   | 1 – 0          | · العراق    | بدون نصف نهائي ومباراة تحديد المركز الثالث | بدون نصف نهائي ومباراة تحديد المركز الثالث | بدون نصف نهائي ومباراة تحديد المركز الثالث | 9         |
| 2023 تفاصيل | · لم يحدد بعد | لم يحدد بعد | لم يحدد بعد    | لم يحدد بعد | لم يحدد بعد                                | لم يحدد بعد                                | لم يحدد بعد                                | 12        |

### مجموع الفوز
| الفوز  | الدول   | السنة                  |
| ------ | ------- | ---------------------- |
| 4 مرات | إيران   | 2000، 2004، 2007، 2008 |
| مرة 1  | العراق  | 2002                   |
| مرة 1  | الكويت  | 2010                   |
| مرة 1  | سوريا   | 2012                   |
| مرة 1  | قطر     | 2014                   |
| مرة 1  | البحرين | 2019                   |

### الدول المشاركة
| فريق                     | 2000   | 2002   | 2004   | 2007   | 2008   | 2010   | 2012   | 2014   | 2019   | · 2023 | سنوات |
| ------------------------ | ------ | ------ | ------ | ------ | ------ | ------ | ------ | ------ | ------ | ------ | ----- |
| البحرين                  |        |        |        |        |        | م.م    | الرابع | الثالث | الأول  | ي.ف.ب  | 4     |
| إيران                    | الأول  | الثالث | الأول  | الأول  | الأول  | الثاني | م.م    |        |        |        | 7     |
| العراق                   | الثالث | الأول  | الرابع | الثاني |        | ن.ن    | الثاني | م.م    | الثاني | ي.ف.ب  | 8     |
| الأردن                   | الرابع | الثاني | الثالث | ن.ن    | الثاني | م.م    | م.م    | الثاني | م.م    | ي.ف.ب  | 9     |
| كازاخستان#               | م.م    |        |        |        |        |        |        |        |        |        | 1     |
| الكويت                   |        |        |        |        |        | الأول  | م.م    | الرابع | م.م    | ي.ف.ب  | 4     |
| قرغيزستان#               | م.م    |        |        |        |        |        |        |        |        |        | 1     |
| لبنان                    | م.م    | م.م    | م.م    | م.م    |        |        | م.م    | م.م    | م.م    | ي.ف.ب  | 7     |
| عمان                     |        |        |        |        | م.م    | م.م    | الثالث | م.م    |        | ي.ف.ب  | 4     |
| فلسطين                   | م.م    | م.م    | م.م    | م.م    | م.م    | م.م    | م.م    | م.م    | م.م    | ي.ف.ب  | 9     |
| قطر                      |        |        |        |        | ن.ن    |        |        | الأول  |        |        | 2     |
| السعودية                 |        |        |        |        |        |        | م.م    | م.م    | م.م    | ي.ف.ب  | 3     |
| سوريا                    | الثاني | الرابع | الثاني | ن.ن    | ن.ن    | م.م    | الأول  |        | م.م    | ي.ف.ب  | 8     |
| الإمارات العربية المتحدة |        |        |        |        |        |        |        |        |        | ي.ف.ب  | 0     |
| اليمن                    |        |        |        |        |        | ن.ن    | م.م    |        | م.م    | ي.ف.ب  | 3     |
| مجموع                    | 8      | 6      | 6      | 6      | 6      | 9      | 11     | 9      | 9      |        |       |

- الأول – البطل
- الثاني – الوصيف
- الثالث – المركز الثالث
- الرابع – المركز الرابع
- ن.ن – نصف النهائي
- م.م – مرحلة المجموعات
- ت – تأهل لبطولة قادمة
- ي.ف.ب – يحدد فيما بعد
- فراغ – لم يتأهل / لم يشارك / انسحب
- – المستضيف
- # – مدعو

## بطولات للناشئين

### تحت 23 سنة
بطولة اتحاد غرب آسيا تحت 23 سنة هي مسابقة كرة قدم دولية تتنافس عليها منتخبات غرب آسيا للشباب تحت 23 سنة من الأعضاء في اتحاد غرب آسيا. بدأت البطولة في عام 2015، بفوز منتخب إيران بالبطولة الأولى.
| العام       | المستضيف    | النهائي     | النهائي     | النهائي     | مباراة المركز الثالث | مباراة المركز الثالث | مباراة المركز الثالث | عدد الفرق |
| العام       | المستضيف    | الفائز      | النتيجة     | الوصيف      | المركز الثالث        | النتيجة              | المركز الرابع        | عدد الفرق |
| ----------- | ----------- | ----------- | ----------- | ----------- | -------------------- | -------------------- | -------------------- | --------- |
| 2015 تفاصيل | الدوحة      | · إيران     | 2 – 0       | · سوريا     | · قطر                | 3 – 0                | · اليمن              | 10        |
| 2021 تفاصيل | الخبر       | · الأردن    | 3 – 1       | · السعودية  | العراق و سوريا       | العراق و سوريا       | العراق و سوريا       | 11        |
| 2022 تفاصيل | جدة         | · السعودية  | 3 – 1       | · قطر       | · سوريا              | 1 – 0                | · عمان               | 6         |
| 2023 تفاصيل | لم يحدد بعد | لم يحدد بعد | لم يحدد بعد | لم يحدد بعد | لم يحدد بعد          | لم يحدد بعد          | لم يحدد بعد          | 11        |

مجموع الفوز
| الفوز | الدول    | السنة |
| ----- | -------- | ----- |
| مرة 1 | السعودية | 2022  |
| مرة 1 | إيران    | 2015  |
| مرة 1 | الأردن   | 2021  |

### تحت 18 سنة
بطولة اتحاد غرب آسيا تحت 18 سنة هي مسابقة كرة قدم دولية تتنافس عليها منتخبات غرب آسيا للشباب تحت 18 سنة من الأعضاء في اتحاد غرب آسيا. بدأت البطولة في عام 2019، حيث فاز منتخب العراق بالبطولة الافتتاحية.
| العام       | المستضيف | النهائي  | النهائي                 | النهائي                    | مباراة المركز الثالث                       | مباراة المركز الثالث                       | مباراة المركز الثالث                       | عدد الفرق |
| العام       | المستضيف | الفائز   | النتيجة                 | الوصيف                     | المركز الثالث                              | النتيجة                                    | المركز الرابع                              | عدد الفرق |
| ----------- | -------- | -------- | ----------------------- | -------------------------- | ------------------------------------------ | ------------------------------------------ | ------------------------------------------ | --------- |
| 2019 تفاصيل | رام الله | · العراق | 0 – 0 (ب.و.إ.) (2-4 ج.) | · الإمارات العربية المتحدة | · الأردن                                   | 3 – 0                                      | · فلسطين                                   | 6         |
| 2021 تفاصيل | بغداد    | · العراق | 0 – 0 (ب.و.إ.) (2-3 ج.) | · لبنان                    | بدون نصف نهائي ومباراة تحديد المركز الثالث | بدون نصف نهائي ومباراة تحديد المركز الثالث | بدون نصف نهائي ومباراة تحديد المركز الثالث | 9         |

مجموع الفوز
| الفوز   | الدول  | السنة      |
| ------- | ------ | ---------- |
| مرتين 2 | العراق | 2019، 2021 |

### تحت 16 سنة
بطولة اتحاد غرب آسيا تحت 16 سنة هي مسابقة كرة قدم دولية تتنافس عليها منتخبات غرب آسيا للشباب تحت 16 سنة من الأعضاء في اتحاد غرب آسيا. بدأت البطولة في عام 2005، حيث فاز منتخب إيران بالبطولة الافتتاحية.
| العام       | المستضيف               | النهائي    | النهائي                 | النهائي                    | مباراة المركز الثالث             | مباراة المركز الثالث             | مباراة المركز الثالث             | عدد الفرق |
| العام       | المستضيف               | الفائز     | النتيجة                 | الوصيف                     | المركز الثالث                    | النتيجة                          | المركز الرابع                    | عدد الفرق |
| ----------- | ---------------------- | ---------- | ----------------------- | -------------------------- | -------------------------------- | -------------------------------- | -------------------------------- | --------- |
| 2005 تفاصيل | طهران                  | · إيران    | 2 – 0                   | · سوريا                    | · العراق                         | 5 – 0                            | · لبنان                          | 6         |
| 2007 تفاصيل | حلب                    | · سوريا    | د/ر                     | · إيران                    | · الأردن                         | د/ر                              | · العراق                         | 5         |
| 2009 تفاصيل | عمان                   | · إيران    | 3 – 2                   | · سوريا                    | · العراق                         | 3 – 1                            | · الأردن                         | 9         |
| 2013 تفاصيل | رام الله، الخليل، دورا | · العراق   | د/ر                     | · الإمارات العربية المتحدة | · الأردن                         | د/ر                              | · فلسطين                         | 4         |
| 2015 تفاصيل | عمان                   | · العراق   | د/ر                     | · السعودية                 | · الإمارات العربية المتحدة       | د/ر                              | · فلسطين                         | 5         |
| 2018 تفاصيل | عمان                   | · اليابان  | د/ر                     | · الهند                    | · الأردن                         | د/ر                              | · اليمن                          | 5         |
| 2019 تفاصيل | عمان                   | · السعودية | د/ر                     | · الأردن                   | · سوريا                          | د/ر                              | · العراق                         | 9         |
| 2021 تفاصيل | الدمام                 | · اليمن    | 1 - 1 (ب.و.إ.) (4-5 ج.) | · السعودية                 | سوريا و الإمارات العربية المتحدة | سوريا و الإمارات العربية المتحدة | سوريا و الإمارات العربية المتحدة | 9         |
| 2022 تفاصيل | العقبة                 | · الأردن   | 1 – 0                   | · لبنان                    | العراق و سوريا                   | العراق و سوريا                   | العراق و سوريا                   | 8         |

مجموع الفوز
| الفوز   | الدول    | السنة      |
| ------- | -------- | ---------- |
| مرتين 2 | إيران    | 2005، 2009 |
| مرتين 2 | العراق   | 2013، 2015 |
| مرة 1   | سوريا    | 2007       |
| مرة 1   | السعودية | 2019       |
| مرة 1   | الأردن   | 2022       |
| مرة 1   | اليمن    | 2021       |
| مرة 1   | اليابان  | 2018       |

## وصلات خارجية
- الموقع الرسمي
- موقع كورة